# ゴースト・フライト407便
『ゴースト・フライト407便』（原題：407 เที่ยวบินผี）は、2012年のタイのホラー映画。

## あらすじ
10年前、新人キャビン・アテンダントだったネウは墜落事故にあってしまい事故のショックで精神病院に入院する。そして、社会復帰したネウは、バンコクからプーケットに向かう407便に乗務する。しかし、その407便は10年前に墜落した機体であった。

## スタッフ
- 監督：イサラー・ナディー
- 脚本：コンギアット・コムシリ
- 製作：チャルーン・イアムプンポーン
- 音楽：バニラ・スカイ
- 撮影：チャチャイ・クソンシンチャ

## キャスト
- ネウ：マーチャー・ワタナパーニット
- バンク：ピーター・ナイト
- ギフト：パッチャリー・タップトーン
- ウェイブ：ナモー・トーンカムニット
- アン：シーサギエン・シーハーラート
- ギフトの母：アッチャリー・ハッサディウィチット
- ギフトの父：パラメート・ノーイアム
- プリンス：ティティ・ウェートブン
- ミッチェル：クリステン・イブリン・ロッシ